# Provinciaal en Gemeentelijk Utrechts Stroomleveringsbedrijf
De N.V. Provinciaal en Gemeentelijk Utrechts Stroomleveringsbedrijf (PEGUS) was het gezamenlijke productiebedrijf voor elektriciteit en stadswarmte van de provincie Utrecht en de gemeente Utrecht in Nederland.

## Oprichting
Het bedrijf werd in 1922 opgericht door het GETU (Gemeentelijk Electriciteits- en Trambedrijf Utrecht) en de PUEM (Provinciale Utrechtse Electriciteits-Maatschappij). Tot dan toe was het GETU, dat elektriciteit distribueerde in de gemeente Utrecht, de enige van deze twee met een eigen elektriciteitscentrale, en kocht de PUEM elektriciteit in bij het GETU. Door toenemende vraag naar elektriciteit kwam er behoefte aan een tweede centrale in de provincie Utrecht. Hiertoe werd het PEGUS opgericht, dat de Centrale Merwedekanaal liet bouwen, die in 1925 gereedkwam. De oude centrale in de stad Utrecht, aan de Nicolaas Beetsstraat, zou alleen nog worden gebruikt bij piekbelasting en als reserve; om te voorkomen dat de centrale het grootste deel van de tijd niets zou doen, besloot men de overcapaciteit te gebruiken om warmte op te wekken ten behoeve van verwarming van huizen, bedrijven en kantoren. Soortgelijke systemen bestonden op dat moment al in Duitsland. De eerste 'klant' van de stadswarmte was het Academisch Ziekenhuis. Aanvankelijk werd de warmte als stoom geleverd, later bleek warm water beter te voldoen.
Later zouden ook de Centrale Merwedekanaal en de Centrale Lage Weide (1959) gebruikt worden voor het stadswarmtenet. Ook kwamen er enkele hulpwarmtecentrales in de stad.

## Splitsing, verzelfstandiging en opheffing
In het kader van de ontwikkelingen die zouden leiden tot de Elektriciteitswet 1989 werden productie en distributie gescheiden; verdere ontwikkelingen in het kader van liberalisatie en privatisering volgden elkaar daarna snel op:
- 1986: PEGUS wordt opgedeeld in een productiebedrijf (een voortzetting van de N.V. PEGUS) en een distributiebedrijf voor stadswarmte, de NV Stadsverwarmingsbedrijf PEGUS
- 1988: De productie-eenheden van het Provinciaal Elektriciteitsbedrijf van Noord-Holland, PEGUS (Utrecht) en het GEB Amsterdam gezamenlijk ondergebracht in een apart productiebedrijf, UNA (Utrecht, Noord-Holland, Amsterdam), met als aandeelhouders de Provincie Noord-Holland, de Gemeente Amsterdam en de N.V. PEGUS. Bijna alle medewerkers van de N.V. PEGUS gaan over naar UNA.
- 1992: De NV Stadsverwarmingsbedrijf PEGUS gaat samen met PUEM, GEB Utrecht (de opvolger van het GETU), NV Regionaal Nutsbedrijf Eemland en STAMIN (Stadsverwarmingsbedrijf Midden-Nederland) op in de Regionale Energiemaatschappij Utrecht (REMU).
- 1999: De aandelen in UNA die nog in het bezit zijn van PEGUS, worden verkocht aan het Amerikaanse Reliant Energy, dat UNA overnam. Wel blijft de N.V. PEGUS nog bestaan, onder meer voor het afhandelen van de problematiek rondom de zogeheten 'bakstenen'.[1] De voormalige aandeelhouders van UNA zetten enkele honderden miljoenen opzij als garantievoorziening hiervoor.
- 2004: De laatste garanties voor de 'bakstenen' worden afgekocht.
- 2006: De N.V. PEGUS, die praktisch alleen nog op papier bestaat, wordt geliquideerd.[2]
- 2008: N.V. PEGUS wordt op 21 maart 2008 opgeheven en uitgeschreven uit het Handelsregister (KvK-nr. 30004557).